# Grace Davieová
Grace Davieová (* 2. listopadu 1946) je britská socioložka náboženství.
Působí na univerzitě v Exeteru jako emeritní profesorka sociologie. Ve své práci sleduje vývoj postmoderní náboženské scény v Evropě a vztahy náboženství s ostatními společenskovědními disciplínami. Při popisu náboženské scény hovoří o believing without belonging, tedy víře bez příslušnosti (k organizovanému náboženství).
Navazuje na sociologa Davida Martina. Působila v poradních orgánech Světové rady církví či anglikánské církve. Roku 2004 obdržela grant Tempeltonovy nadace. Působila jako předsedkyně komitétu pro náboženství Mezinárodní sociologické asociace. Opakovaně vystoupila na mezináboženských fórech v Praze, například roku 2010 v rámci Fora 2000 či v roce 2024 na konferenci České křesťanské akademie.

## Dílo (výběr)
- Religion in Britain since 1945: Believing without Belonging (1994)
- Europe: the Exceptional Case (2002)
- Religion in Britain: A Persistent Paradox (2015)[3]